# اچ‌ام‌اس پث‌فایندر (۱۹۰۴)
اچ‌ام‌اس پث‌فایندر (۱۹۰۴) (به انگلیسی: HMS Pathfinder (1904)) یک زیردریایی بود که طول آن ۳۸۵ فوت (۱۱۷٫۳ متر) بود. این زیردریایی در سال ۱۹۰۴ ساخته شد.